# Bernard Grand
Bernard Grand est un homme politique français né le 8 juillet 1764 à Thenon (Dordogne) et mort le 13 janvier 1848 à Forcalquier (Alpes-de-Haute-Provence).

## Biographie
Administrateur du département, il est élu député de la Dordogne au Conseil des Cinq-Cents le 26 germinal an VII. En 1800, il devient sous-préfet de Sarlat, puis juge suppléant au tribunal civil de Périgueux. Il redevient député de la Dordogne Pendant les Cent-Jours, en 1815.